# Canalul Poarta Albă–Midia Năvodari
Canalul Poarta Albă–Midia Năvodari este ramura nordică a Canalului Dunăre–Marea Neagră.

## Așezare geografică
Canalul Poarta Albă–Midia, Năvodari face legătura acvatoriului portului maritim Midia și al celui al portului Luminița din Lacul Tașaul (Năvodari) cu Canalul Dunăre – Marea Neagră, în zona localității Poarta Albă. El a fost deschis navigației la 26 octombrie 1987. 
Are o lungime de 31,2 km și este situat între Portul Midia, km 0 al canalului, și confluența cu Canalul Dunăre–Marea Neagră la km 36 al acestuia, în dreptul localității Poarta Albă. La km 3 are o bifurcație (cu o lungime de 5,5 km) ce face legătura cu Portul Luminița. Atât Portul Luminița cât și Ovidiu, sunt parte integrantă a canalului.

## Istoric
Inițial, canalul a fost început prin munca forțată prestată de deținuții politici din lagărul de la Capul Midia, transformat în a doua jumătate a anilor 1960 în "șantier național al tineretului".
Mortalitate: 1952/53 17%
În noiembrie 1982 s-a reînceput întocmirea documentației tehnice pentru ramura nordică a Canalului Dunăre–Marea Neagră, în vederea realizării Canalului Poarta Albă–Midia Năvodari. Construcția propriu-zisă a început în 1983 și a fost finalizată în octombrie 1987.

### Deținuți în lagărul de muncă Midia
- Matei Boilă (1926–2015), preot greco-catolic, ulterior senator PNȚCD
- Radu Câmpeanu (1922–2016), lider al tineretului liberal, ulterior președinte al PNL și senator
- Grigore Dogaru (1921–2009), preot greco-catolic
- Szilárd Bogdánffy (1911–1953), episcop romano-catolic auxiliar de Satu Mare și Oradea

### Decedați în lagărul de muncă Midia
- Fortunát Boros (1896–1953), călugăr franciscan, deținut politic

## Proiecte
Există un proiect de realizare a unei ecluze între Canalul Poarta Albă – Midia Năvodari și lacul Siutghiol. Se estimează că prin construirea acestei ecluze în zona Mamaia-Sat, traficul de nave specializate în transportul de persoane și a celor de agrement va crește cu 30 % – 50 % pe an.